# 1554 Yugoslavia
1554 Yugoslavia este un asteroid din centura principală, descoperit pe 6 septembrie 1940, de Milorad Protić.